# Marcados pelo Amor
Marcados pelo Amor é uma telenovela brasileira produzida e exibida pela RecordTV entre 7 de dezembro de 1964 e 8 de janeiro de 1965, às 22h, substituindo Banzo e sendo substituída por Somos Todos Irmãos. Baseada na radionovela homônima de Oduvaldo Vianna, foi escrita por Walther Negrão e Roberto Freire e dirigida por Nilton Travesso.
Conta com Miriam Mehler, Aracy Balabanian, Francisco Cuoco, Cláudio Marzo, Felipe Carone, Carminha Brandão, Liana Duval e Ademir Rocha nos papéis principais.

## Enredo
Lisa é uma moça que nunca conseguiu confiar em nenhum homem desde que seu pai, Lucas, abandonou ela, a mãe Carolina e o irmão Léo na infância, motivo pelo qual ela enrola para se casar com Victor. Investigando o passado, ela descobre que o pai tem uma segunda família, porém sua meia-irmã, Lúcia, é uma moça dissimulada que, ao conhecê-la, se mostra disposta a lhe roubar Victor. Em meio a vida virada do avesso, Lisa ainda desperta o amor de Roberto.

## Elenco
| Ator/Atriz       | Personagem            |
| ---------------- | --------------------- |
| Miriam Mehler    | Lisa Martinelli       |
| Aracy Balabanian | Lúcia Dias Martinelli |
| Francisco Cuoco  | Victor                |
| Cláudio Marzo    | Roberto               |
| Felipe Carone    | Lucas Martinelli      |
| Carminha Brandão | Carolina Martinelli   |
| Liana Duval      | Karen Dias Martinelli |
| Ademir Rocha     | Ciço Dias Martinelli  |
| Silnei Siqueira  | Léo Martinelli        |
| Dante Rui        | Mauro                 |
| Silvio Rocha     | Camargo               |
| Francisco Negrão | Pedro                 |
| Osmar Costa      | Walther               |

### Participações especiais
| Ator/Atriz        | Personagem     |
| ----------------- | -------------- |
| Elizabeth Villaça | Lisa (criança) |
| Edson Oliveira    | Léo (criança)  |